# روبرت كنود فريدريش بيلجر
روبرت كنود فريدريش بيلجر (بالألمانية: Robert Pilger)‏ (و. 1876 – 1953 م) هو عالم نبات من ألمانيا . ولد في هليغولاند .
توفي في برلين .